# 古賀敬章
古賀 敬章（こが たかあき、1953年4月25日 - ）は、日本の政治家。
衆議院議員（2期）、山口県議会議員（2期）を務めた。

## 来歴
佐賀県佐賀市で生まれ、山口県下関市で育つ。ラ・サール中学校・高等学校、東京大学法学部卒業。東大卒業後、全日本空輸に入社。

### 自民党時代
1983年、大学時代の親友である中川昭一の第37回衆議院議員総選挙出馬に伴い全日空を退社し、北海道で中川の選挙を手伝う。中川の初当選後、郷里の山口県下関市に戻り、山口県議会議員選挙に無所属で出馬して初当選した。当選後、自由民主党に入党。
県議時代は自民党山口県連青年局長を務め、下関市が地盤の安倍晋太郎の薫陶を受け媒酌人も務めてもらった。しかし安倍が死去した後、山口県連内の主導権争い（安倍晋太郎系列、林義郎系列の対立）や晋太郎の後継争い（晋太郎の二男・安倍晋三が擁立された）に巻き込まれ、古賀は自民党を離党し、1993年に新生党入党。

### 新生党・新進党・自由党
第40回衆議院議員総選挙に県議を辞職して旧山口1区から出馬し、初当選した。1996年の第41回衆議院議員総選挙では、小選挙区比例代表並立制導入に伴い新進党公認で山口4区から出馬したが、安倍晋三に敗れ落選。
1999年、下関市長選挙に出馬するが、安倍の支援を受けた江島潔下関市長に敗北した。なお、この選挙の際に、安倍晋三（江島を支持）の秘書が、対立候補である古賀についての中傷文書をまくことを、ある会社社長に指示した。その後、ある会社社長は、中傷に協力したのに約束した報酬を得られなかったため、安倍晋三宅などへ火炎瓶投げ入れを暴力団に依頼する、という事件が発生した(『安倍晋三宅火炎瓶投擲事件』)。
2001年には自由党公認で第19回参議院議員通常選挙に比例区から出馬するも落選。

### 民主党時代
2004年には民主党公認で第20回参議院議員通常選挙に出馬するも落選。さらに支持母体の日東建設が破産し、選挙で古賀を支援した関連業者が軒並み多額の負債を抱えたため、引退を表明する。
2007年、福岡4区が地盤の楢崎欣弥元衆院議員が政界引退を表明し、2004年の参院選で古賀の選対本部長を楢崎が務めた縁で、古賀を福岡4区の後継候補に指名した。福岡4区の党支部や後援会には寝耳に水の話であったが、最終的に民主党福岡県連に決定が一任され、古賀の公認が内定。2009年の第45回衆議院議員総選挙に福岡4区から出馬し、自民党前職の渡辺具能を破り13年ぶりに国政に復帰した。
2011年6月2日の衆議院本会議で行われた菅内閣不信任決議案の採決では、党の反対方針に反して棄権した。古賀は医師の診断書を提出していたため、不問に付された。
2012年の消費増税をめぐる政局では、野田内閣による消費増税法案の閣議決定に抗議して3月30日に党副幹事長の辞表を提出し、4月23日の党役員会で受理された。6月26日の衆議院本会議で行われた同法案の採決では、党の賛成方針に反して反対票を投じた。7月2日には山岡賢次らを介して離党届が提出された。民主党は7月3日の常任幹事会で離党届を受理せず除籍処分とする方針を決定し、7月9日の常任幹事会で正式決定した。

### 国民の生活が第一・日本未来の党・生活の党
2012年7月11日、国民の生活が第一結党に参加した。
同年12月16日の第46回衆議院議員総選挙に日本未来の党公認で福岡4区及び比例九州ブロックに重複立候補するも、小選挙区で有効得票数の9％しか得票できず（供託金没収）、落選。
日本未来の党分裂後は生活の党に参加し、同党の福岡4区支部長を務めていたが、2014年には政党支部を解散した。
2023年、旭日中綬章受章。